# Деренківська волость
Деренківська волость — історична адміністративно-територіальна одиниця Черкаського повіту Київської губернії з центром у селі Деренковець.
Станом на 1886 рік складалася з 2 поселень, 2 сільських громад. Населення — 4591 особа (2251 чоловічої статі та 2340 — жіночої), 850 дворових господарств.
|                     | Площа, десятин | У тому числі орної, десятин |
| ------------------- | -------------- | --------------------------- |
| Сільських громад    | 3093           | 2020                        |
| Приватної власності | 7159           | 1426                        |
| Іншої власності     | 106            | 90                          |
| Загалом             | 10358          | 3536                        |

Поселення волості:
- Деренковець — колишнє власницьке село при річці Рось за 52 версти від повітового міста, 2798 осіб, 565 дворів, православна церква, школа, 6 постоялих будинків, 2 лавки.
- Драбівка — колишнє власницьке село, 1498 осіб, 285 дворів, православна церква, школа, 2 постоялих будинки, 4 лавки.

Старшинами волості були:
- 1909—1910 роках — Григорій Опанасович Кирилець[2],[3];
- 1912—1915 роках — Микита Андрійович Рябчич[4],[5],[6].